# Sông Ayeyarwaddy
Sông Ayeyarwady, trước đây viết là sông Irrawaddy (tiếng Myanmar: ဧရာဝတီမြစ်, ei: ra wa. ti mrac) là một con sông chảy uốn lượn theo hướng bắc nam của Myanmar. Nó là con sông dài nhất của quốc gia này (khoảng 2170 km hay 1350 dặm Anh) và nó là thủy lộ quan trọng về mặt kinh tế và giao thông vào bậc nhất của Miến với tổng diện tích lưu vực khoảng 411.000-413.674 km² (158.700-159.789 dặm Anh vuông).

## Đặc điểm
Sông Ayeyarwaddy bắt nguồn từ phía bắc bang Kachin, nơi hợp lưu của hai con sông Mali Hka từ phía tây (bắt nguồn từ phía nam Tây Tạng, tiếng Trung gọi là Mại Lập Khai Giang) và N'Mai Hka từ phía đông (đầu nguồn ở miền đông bang Kachin, phía bắc Myanmar). Nhánh phía tây Mali Hka bắt nguồn từ phía nam dãy núi Himalaya, phía bắc của Putao, và (tương tự như con sông chính) được gọi là Nam Kiu trong tiếng Shan.

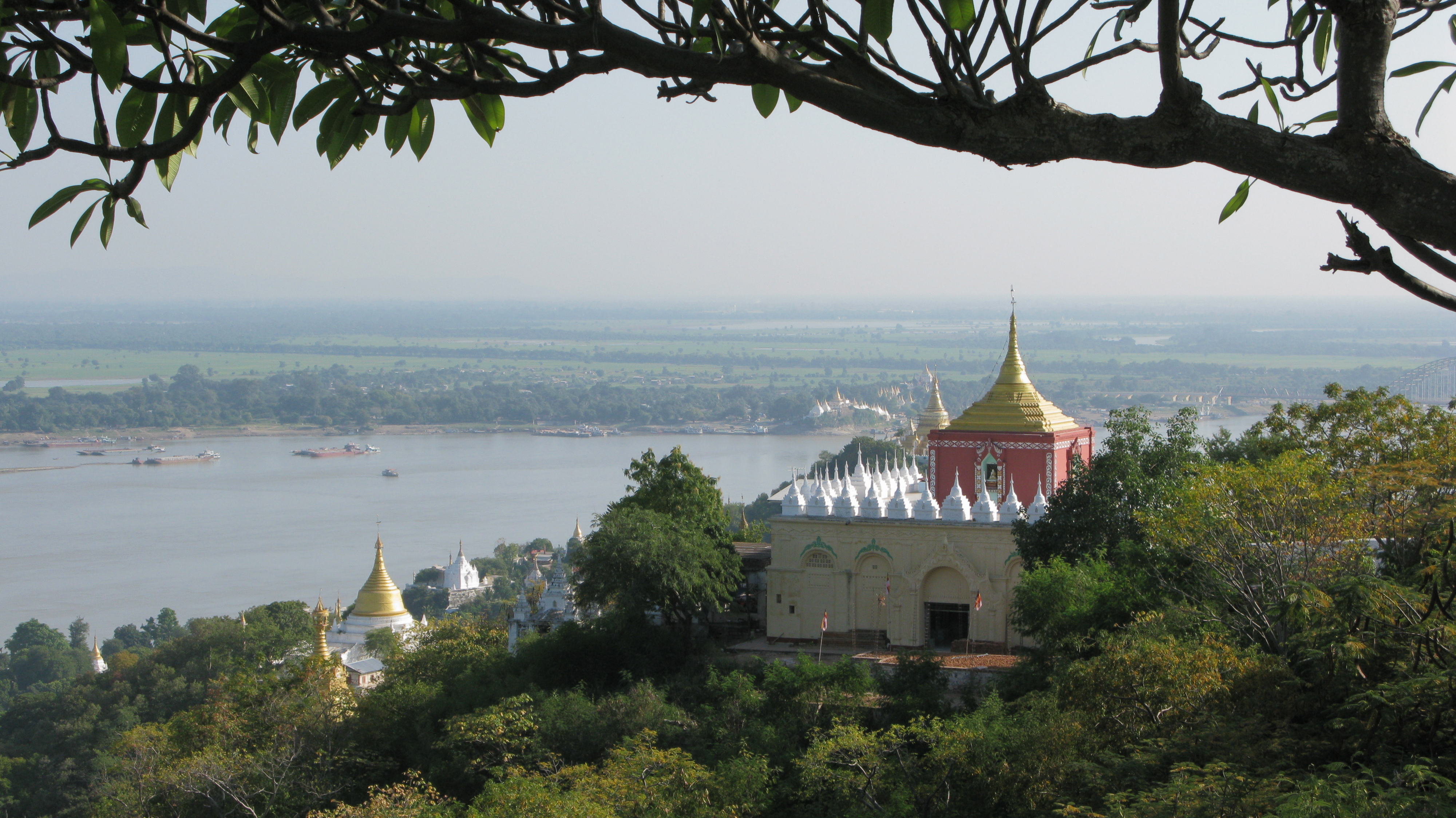
Sông Ayeyarwady từ vùng đồi núi Sagaing, Sagaing

Sông Ayeyarwaddy chia đôi Myanmar từ phía bắc xuống phía nam trước khi tỏa ra thành đồng bằng châu thổ Irrawaddy với chín nhánh đổ vào biển Andaman của Ấn Độ Dương. Trong thời kỳ thuộc địa, trước khi có đường sắt và xa lộ, con sông này được gọi là "con đường tới Mandalay" (cố đô của Miến Điện). Mặc dù tàu thuyền lớn có thể đi lại được tới tận Myitkyina, cách biển hơn 1.600 km về thượng lưu, nhưng con sông này cũng có nhiều ghềnh cát và bãi cạn làm cho việc giao thông trên sông khó khăn. Trong thời gian khá dài mấy chục năm cây cầu duy nhất bắc qua sông Ayeyarwady River là cầu Inwa.
Sông Ayeyarwaddy còn là môi trường sinh sống của loài cá heo Irrawaddy (Orcaella brevirostris). Chúng sống ở lưu vực sông này và cả ngoài biển nên không hẳn là cá heo sông theo nhận định của các nhà sinh học.

## Từ nguyên học

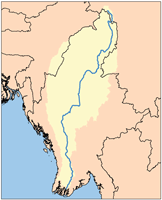
Bản đồ lưu vực sông Ayeyarwady

Các tên gọi Irrawaddy và Ayeyarwady có lẽ bắt nguồn từ tiếng Phạn "Iravati", một con sông thần thoại linh thiêng và đồng thời là một nữ thần trong Ấn Độ giáo. Một thuyết nữa thì cho là sông này lấy tên của Airavata, con trai bà Iravati. Airavati hóa kiếp làm voi để thần Indra cưỡi.

## Các thành phố chính dọc sông
Từ thượng nguồn tới vùng đồng bằng châu thổ, sông này chảy qua các thành thị sau:
- Putao
- Myitkyina
- Bhamo
- Mandalay và Sagaing
- Chauk, Bagan, Nyaung-U
- Magwe
- Pyay
- Hinthada
- Pantanaw.

## Chi lưu
- Sông Chindwin